# Фредерік Мак-Каббін
Фредерік Мак-Ка́ббін (англ. Frederick McCubbin; нар. 25 лютого 1855, Мельбурн — пом. 20 грудня 1917, Мельбурн) — австралійський художник, один з найбільших представників Гейдельберзької школи, реалістичної течії в австралійському живопису кінця XIX століття.

## Біографія

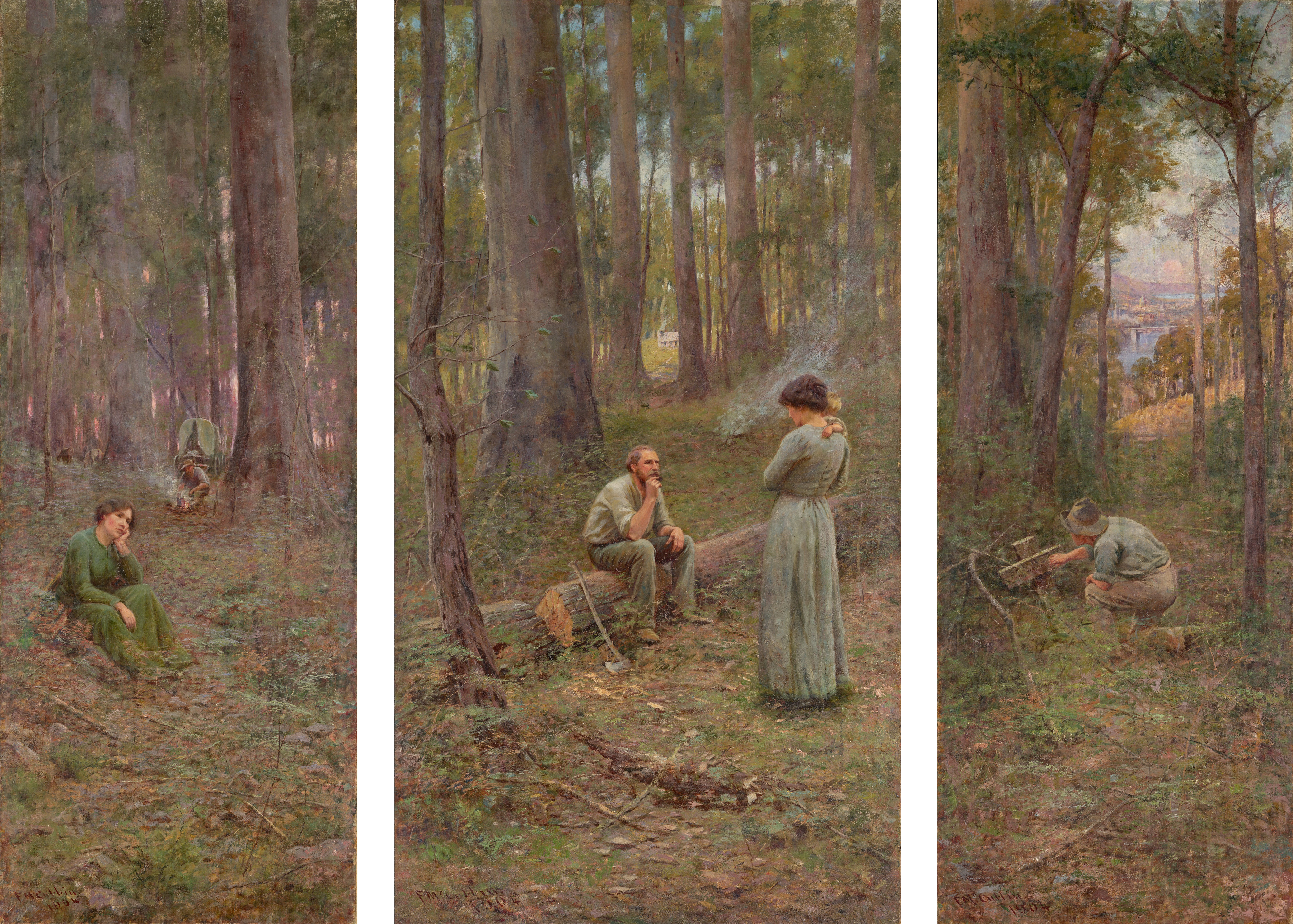
Піонери, 1904, Національна галерея Вікторії

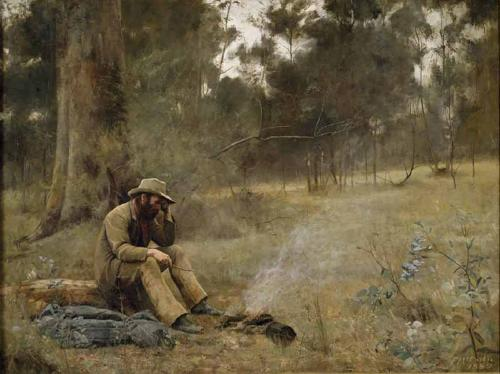
Невдаха, 1889, Художня галерея Західної Австралії

Народився 1855 року в Мельбурні, був третім з восьми дітей в сім'ї пекаря Олександра Мак-Каббіна і його дружини Енні, уродженої Мак-Вільямс. До 1869 роки відвідував школу, потім влаштувався працювати помічником солісітора. Одночасно він допомагав своїй сім'ї, розвозячи візки з хлібом. Близько 1870 року Мак-Каббін почав відвідувати вечірні заняття з живопису, а 1871 року влаштувався на п'ять років учнем в художню майстерню, що займається розписом екіпажів. 1872 року він почав вчитися в школі дизайну при Національній галереї Вікторії у Томаса Кларка, пізніше у Освальда Роуза Кемпбелла і Євгена фон Герара. Мак-Каббін також навчався в Академії мистецтв Вікторії та брав участь в її щорічних виставках. На виставці 1880 роки йому вдалося продати свою першу картину.
У 1877 році батько художника помер, і Фредеріку довелося взяти на себе відповідальність за управління сімейним бізнесом. Він продовжував вчитися живопису до 1885 року вже у нового директора Національної галереї Вікторії, Джорджа Фредеріка Фолінгсбі.
Вже ранні роботи Мак-Каббіна, виконані ним в період навчання, отримали доброзичливі відгуки критики. Якщо в ранніх роботах, які несли відбитки впливу Фолінгсбі, він переважно зображував міські пейзажі, з 1884 року художник звернувся до тем сільської Австралії і почав працювати на пленері, у лісистої місцевості поблизу Мельбурну.
У 1885 році разом зі своїм другом Томом Робертсом вони створили табір для регулярних занять живописом на відкритому повітрі. Пізніше до них приєдналися Артур Стрітон і Джордж Россі Ештон. Пізніше, у 1891 році, ці художники стали ядром так званої Гейдельберзької школи живопису, званої так, тому що вони писали свої роботи поблизу Гейдельберга, передмістя Мельбурна.
У 1886 році Мак-Каббін отримав місце викладача в Школі дизайну Національної галереї Вікторії, і в тому ж році він став одним із засновників Асоціації австралійських художників, утвореної групою художників, які пішли з Академії мистецтв Вікторії. 1888 року Асоціація та Академія знову об'єдналися, утворивши Суспільство художників Вікторії. У 1903—1904 і 1909 роках Мак-Каббін обирався президентом Товариства. Деякі учні Мак-Каббіна стали відомими австралійськими художниками, в тому числі Чарльз Кондер і Артур Стрітон.
У 1889 році одружився з Анною Моріарті. У них було семеро дітей, один з синів, Луї Фредерік, який народився у 1890 році, став художником і керував Художньою галереєю Південної Австралії з 1936 по 1950 роки. Онук, Чарльз, також став художником.
У 1893 році першу роботу художника, «Час годувати птахів», купив державний музей — Національна галерея Вікторії. Цікаво, що пізніше цю картину обміняли на іншу картину Мак-Каббін і нині[коли?] вона знаходиться в приватній колекції. 1898 року картини Мак-Каббін були відібрані на виставку австралійського мистецтва, що проходила в Лондоні. 22 квітня 1904 року в Мельбурні відкрилася велика персональна виставка художника.
У 1907 році вперше у житті Фредерік Мак-Каббін відвідав Європу, побувавши в Англії та Франції. На нього справили велике враження роботи Вільяма Тернера, вплив якого проглядається у пізньої творчості художника.
У 1915 році Мак-Каббін отримав звістки про те, що його брат потонув під час аварії пасажирського пароплава, а його син Х'ю був поранений при Галліполі. Ці повідомлення підірвали здоров'я художника, після чого він вже не відновився. 1916 року він пішов у відставку з посади викладача, яку займав тридцять років, а 20 грудня 1917 помер в своєму будинку в Саут-Яррі, передмісті Мельбурна, від інфаркту. Похований на Брайтонському кладовищі в Мельбурні.

## Спадщина
Роботи Мак-Каббін є у збірках усіх великих австралійських художніх музеїв, включаючи Національну галерею Австралії. Його картина «Ідилія бушу» (1893) у 1998 році була продана на аукціоні за 2 312 500 доларів, що є рекордом для австралійського живопису. 1989 року одна з галерей Товариства художників Вікторії отримала ім'я Фредеріка Мак-Каббіна.
22 березня 2016 року картина художника «Старий політик» (1879) була виявлена у приватному сховищі в австралійському банку. Картина не з'являлася на публічних виставках з моменту її продажу приватному колекціонерові у 1880-і роки.

## Картини

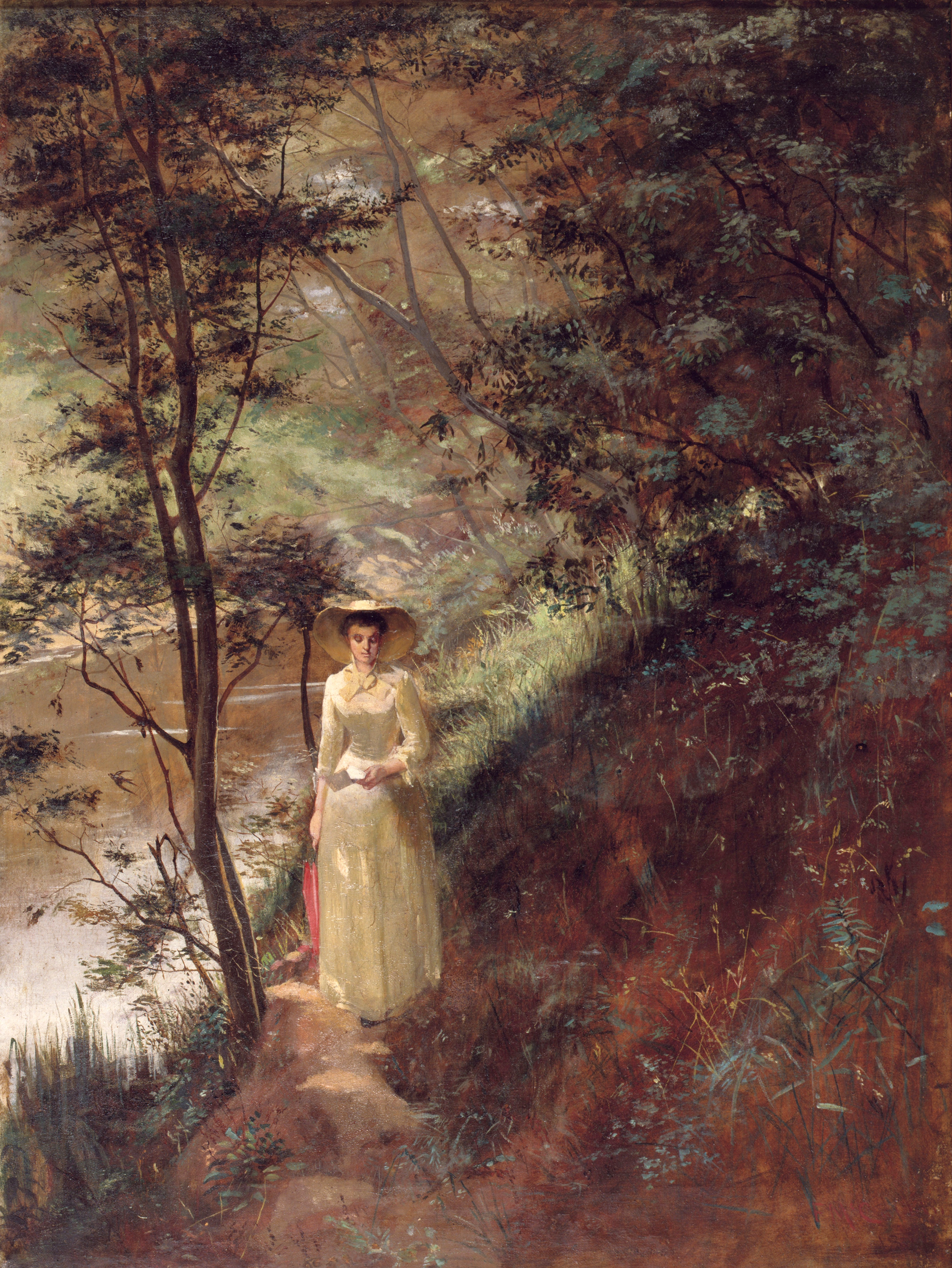
Лист, 1884
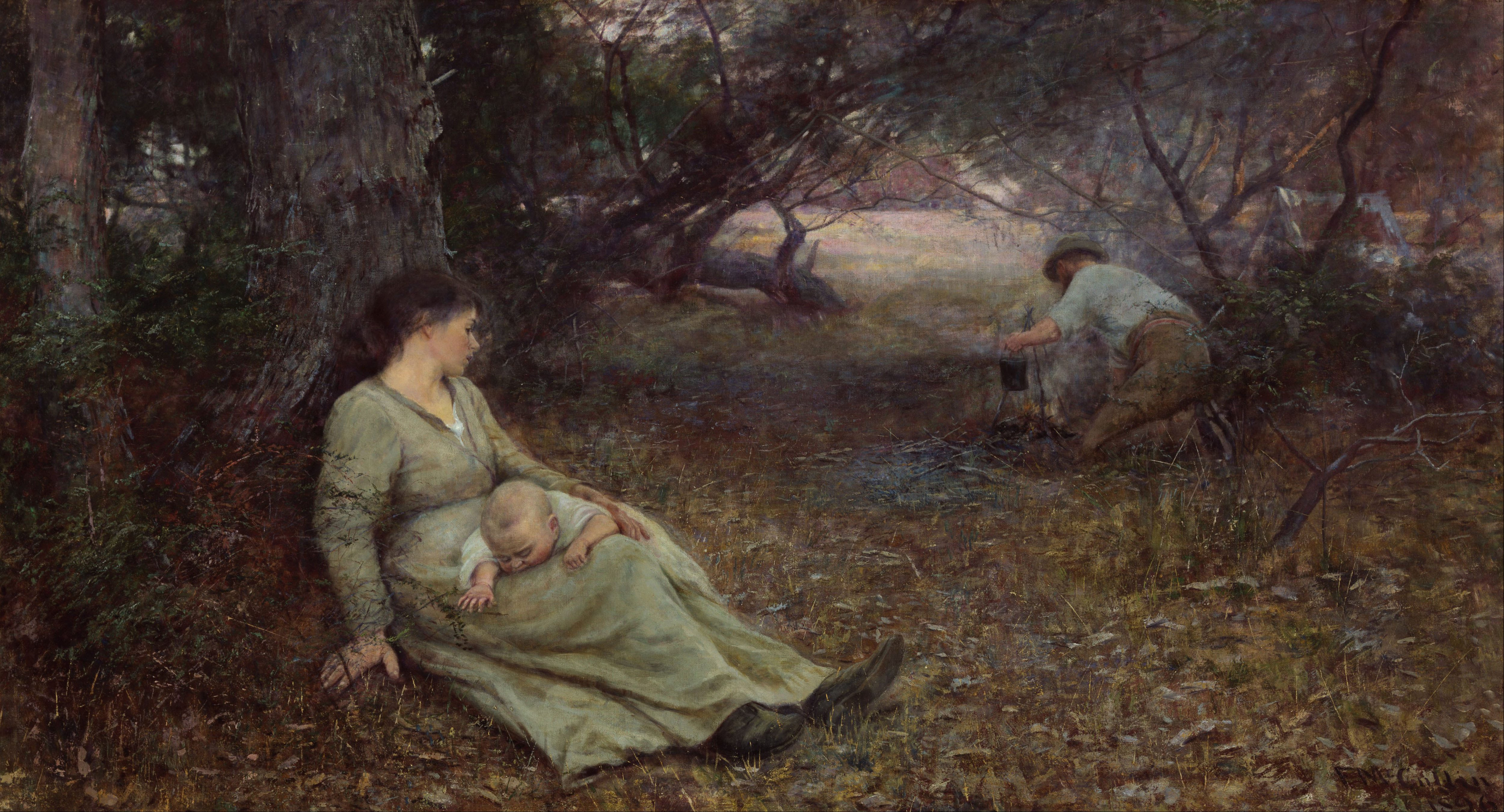
На стежці Валабі, 1896
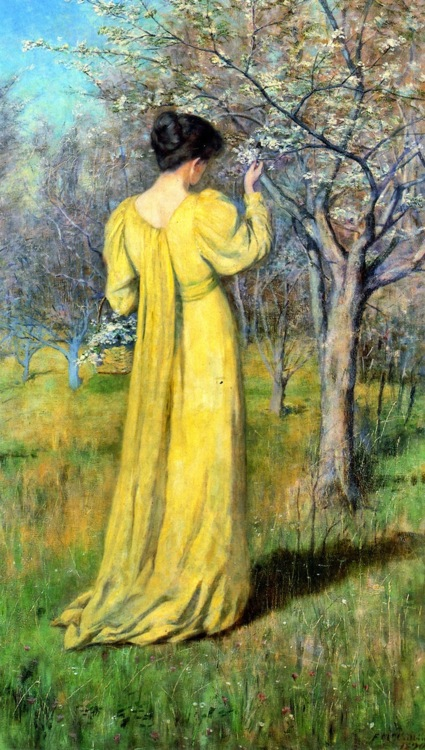
Весна, 1900
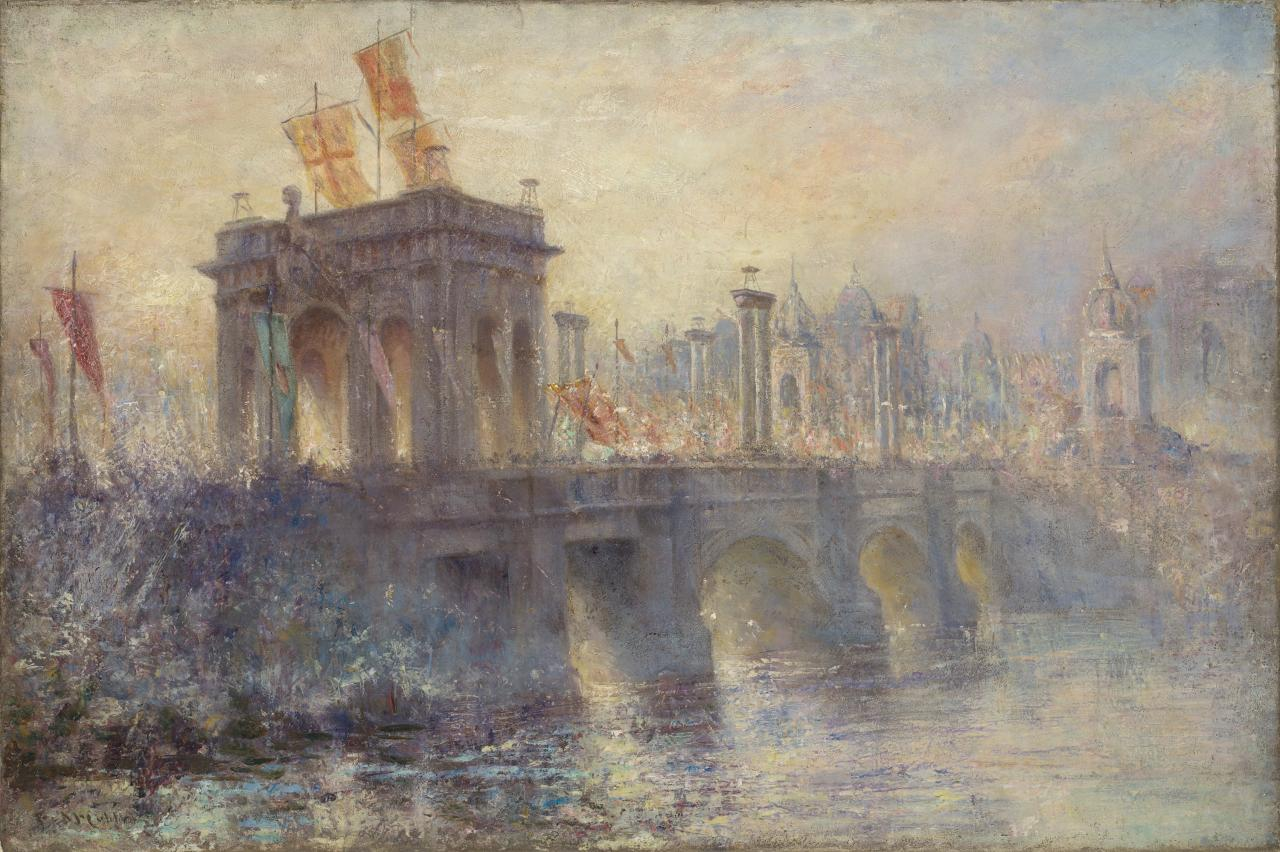
Міст Прінсес-Брідж, 1908
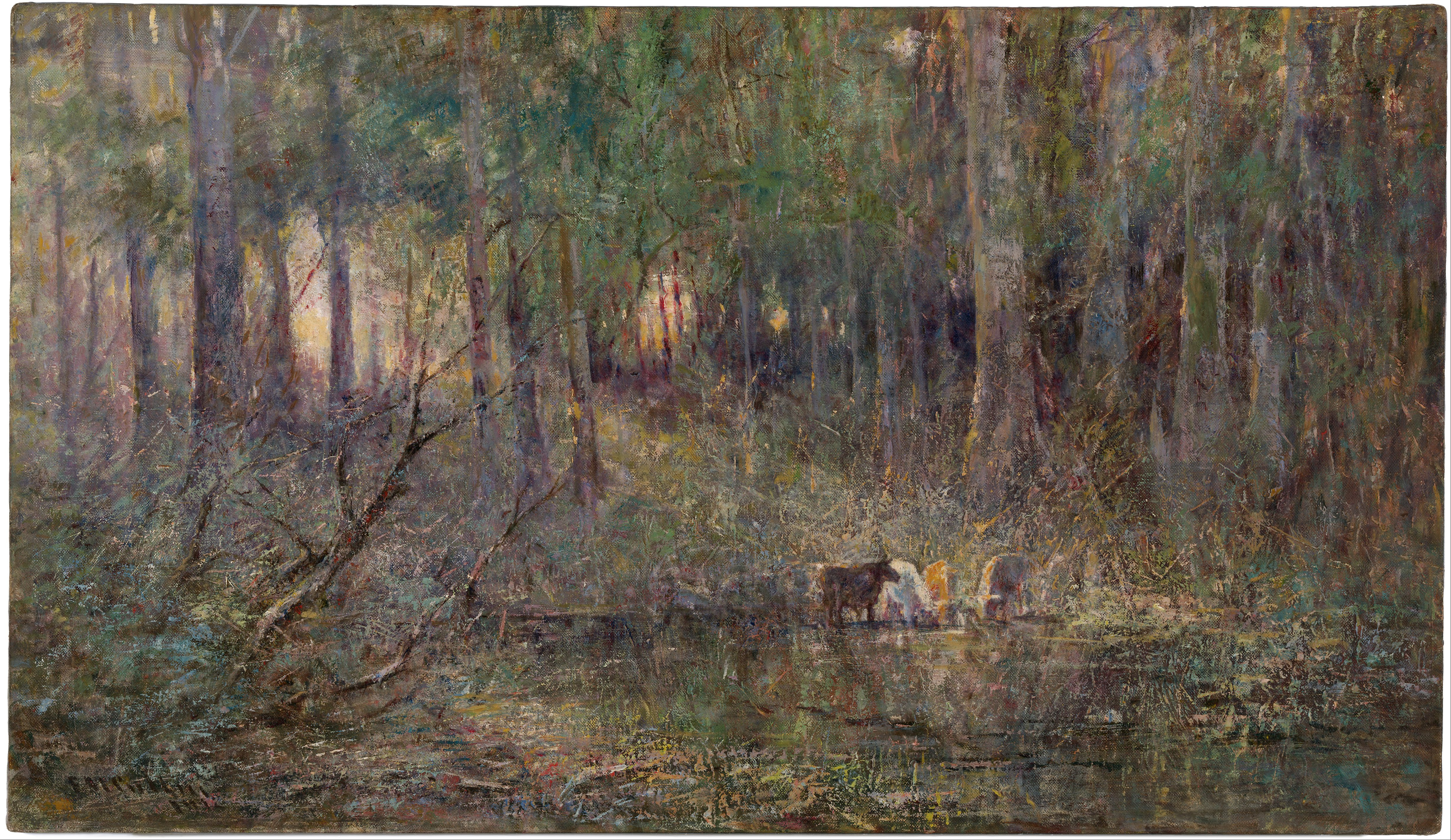
Фіолетовий і золотий, 1911
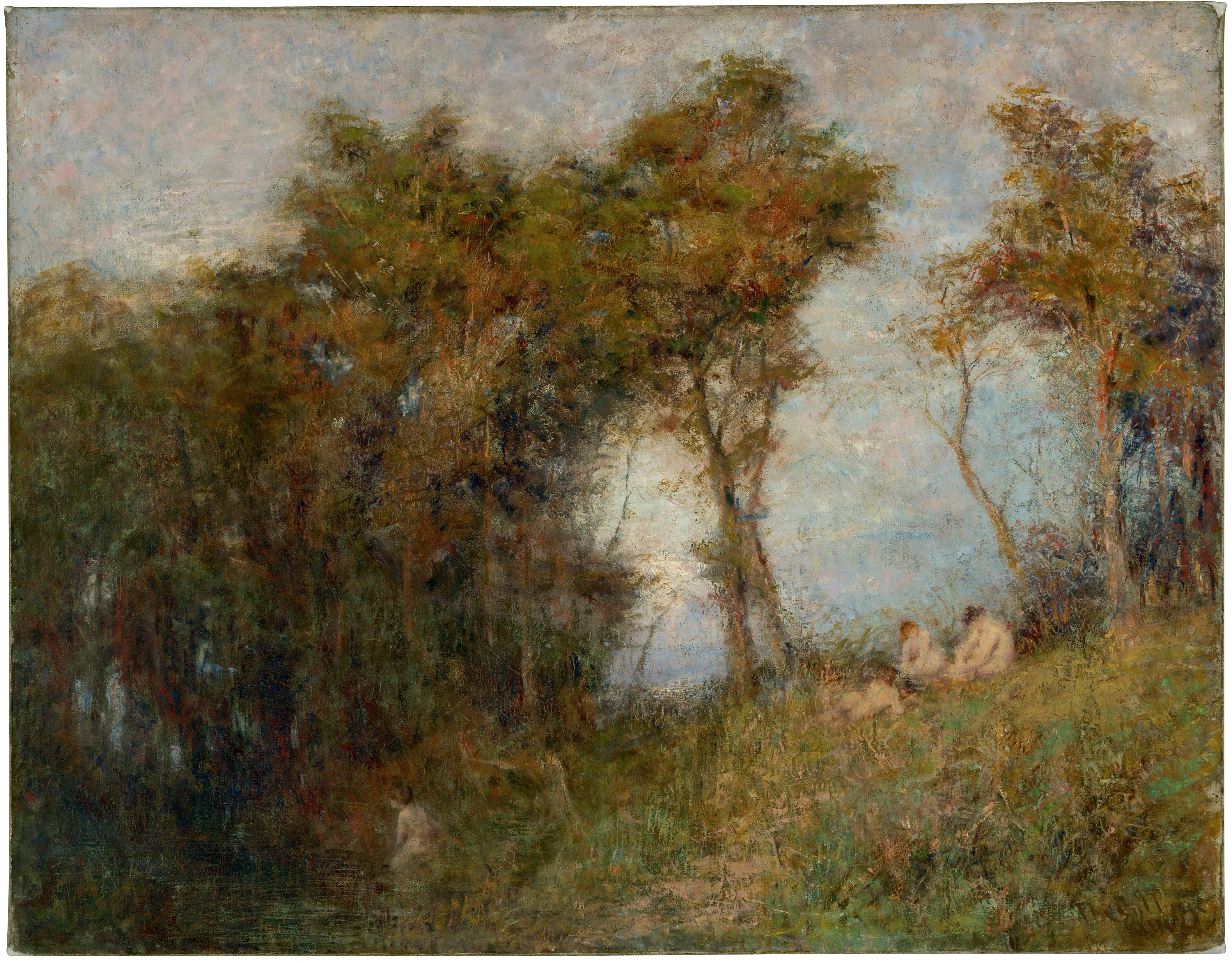
Післясвітіння (Літній вечір), 1912